# Tortola
Tortola är huvudön i ögruppen Brittiska Jungfruöarna i Västindien som tillhör Storbritannien.

## Historia
Tortola upptäcktes 1493 av Christofer Columbus under sin andra resa till Nya världen och fick då namnet "tórtola" (spanska för Turturduva). 1628 gjorde Storbritannien anspråk på ön dock utan att skapa bosättningar, däremot fanns åren 1648 till 1666 en nederländsk bosättning från det Nederländska Västindiska Kompaniet på ön. 1666 annekterades ön av Storbritannien och Tortola blev en brittisk koloni år 1672 som del i Antigua och området expanderade sedan Storbritannien även annekterad öarna Anegada och Virgin Gorda. 1713 började området kallas kolonin Brittiska Jungfruöarna sedan även andra öar i området annekterats. 1741 flyttades förvaltningen för de Brittiska Jungfruöarna från Virgin Gorda till Tortola.
1773 blev ön tillsammans med övriga öar det egna området Brittiska Jungfruöarna. 1816 införlivades området i kolonin "St Christopher and Nevis and Anguilla" och administration flyttades 1825 till Saint Kitts. 1833 frigörs området och blir del i "Leeward Islands colony". Den 1 augusti 1834 läses "Proclamation of Emancipation" (Avskaffandet av slaveriet) för Brittiska Jungfruöarna upp i Road Town. 1917 blir området Brittiska Jungfruöarna sedan USA köpt de södra Amerikanska Jungfruöarna från Danmark. Den 1 januari 1960 blir området en egen koloni och den 18 april 1967 blir ön slutligen ett eget territorium.
Idag är turism öns största inkomstkälla.

## Geografi
Tortola ligger i Karibiska havet cirka 95 km sydöst om Puerto Rico och omkring 15 km nordöst om St John bland de Amerikanska Jungfruöarna. Ön är av vulkaniskt ursprung och har en areal om ca 55 km² med en längd på ca 19 km och cirka fem km bred, vilket gör ön till den största i ögruppen. Utanför öns västra del ligger småöarna Great Thatch, Little Thatch och Frenchman's Cay och utanför den östra delen småöarna Guana Island, Great Camanoe, Little Camanoe, Scrub Island, Marina Cay, Buck Island och Beef Island och långt utanför den nordvästra delen Little Tobago och Great Tobago. Den högsta höjden är Mount Sage på cirka 533 meter över havet.
Tortola ligger nära en förkastningsspricka, vilket gör att jordbävningar är ganska vanliga i området. Befolkningen uppgår till cirka 24 000 invånare där de flesta bor i huvudorten är Road Town på öns sydvästra del. Öns flygplats Terrance B. Lettsome International Airport (flygplatskod "EIS") är ögruppens huvudflygplats, men ligger på Beef Island, som förbinder Tortola med den cirka 70 meter långa Queen Elizabeth II Bridge.

## Bilder

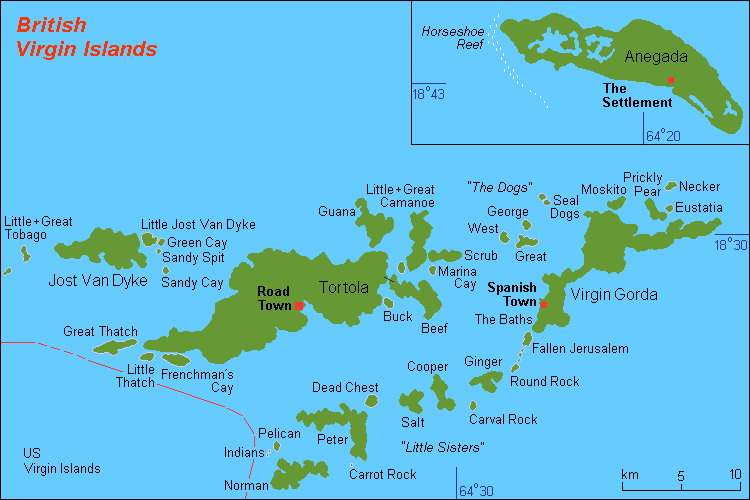
Brittiska Jungfruöarna.
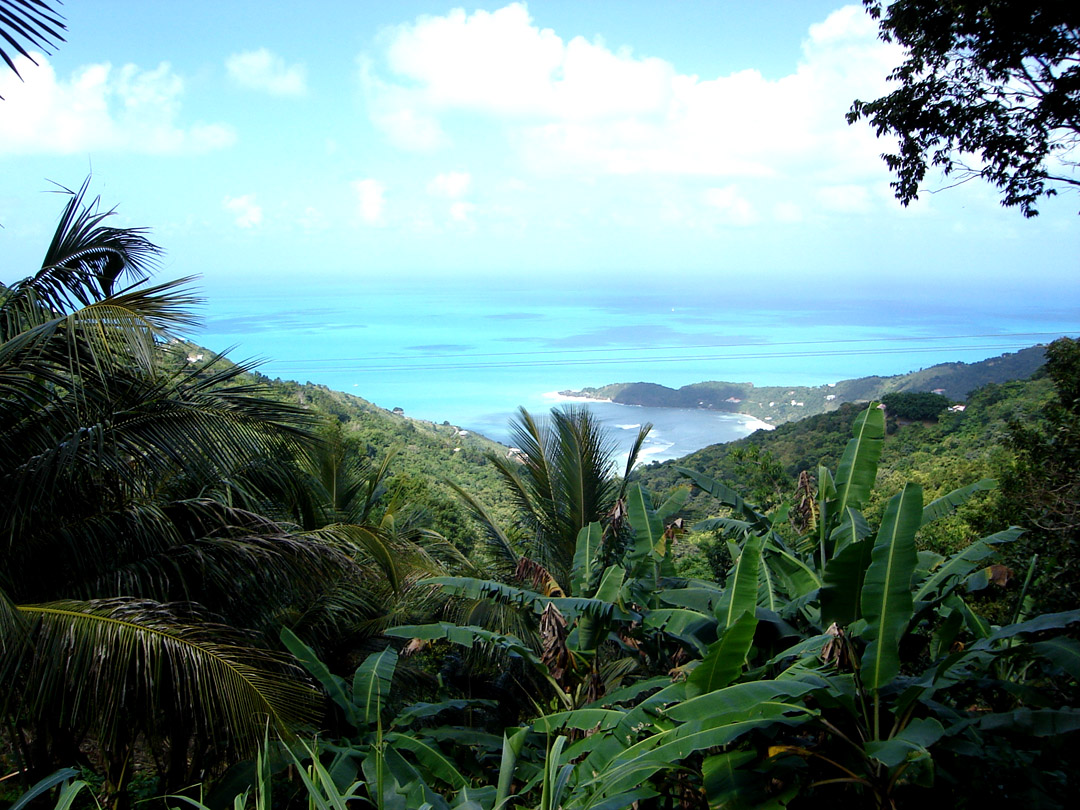
Vy över Tortola.
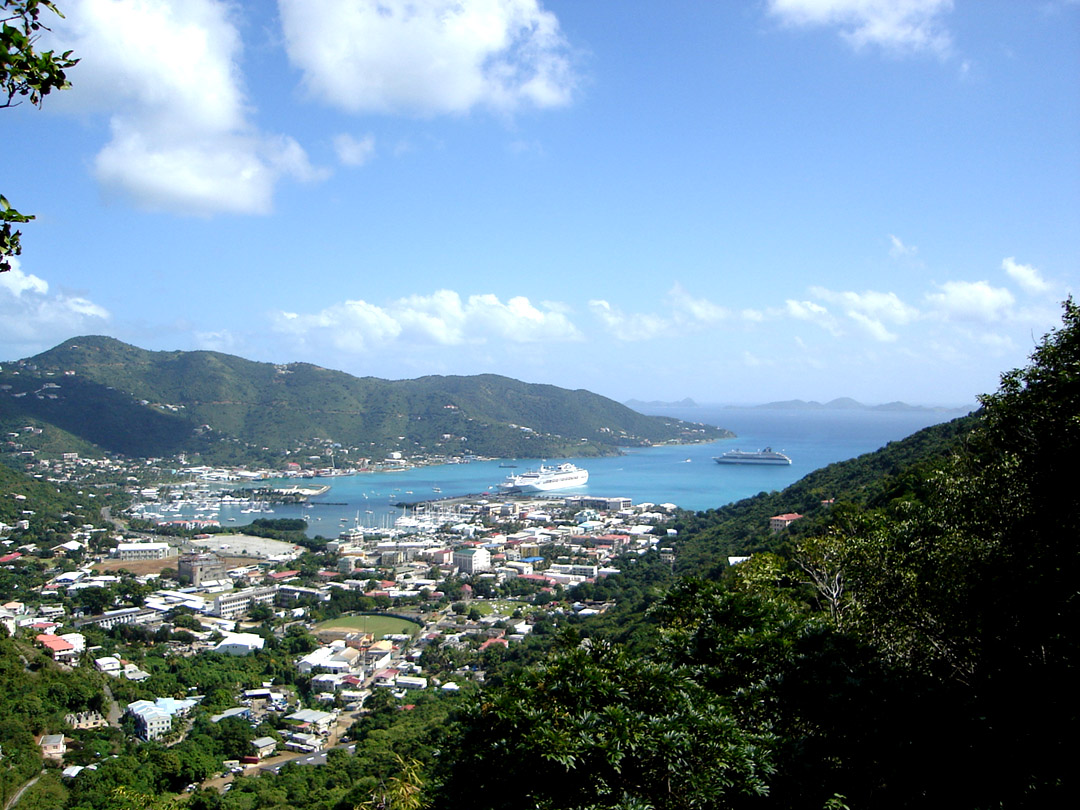
Roadtown, Tortola.